# 1998年飓风莱斯特
飓风莱斯特（英語：Hurricane Lester）是1998年太平洋飓风季形成的第15个热带气旋，第12场获命名的风暴和第八场飓风。系统源自9月29日离开非洲西海岸进入大西洋的东风波，由于外界环境不利，直至10月15日才成为热带低气压。气旋当天就升级成热带风暴，次日又达到飓风标准。经过一段时间的强度波动，莱斯特达到风力时速185公里的最高强度，在萨菲尔-辛普森飓风等级已属三级飓风标准。风暴此后逐渐减弱，于10月26日降级成热带风暴，并在不久后完全消散。
气旋自始至终没有登陆，但10月18日行进至距陆地最近的位置时产生暴雨和中等强度风力。降水引发泥石流，夺走两名孩童的生命，风暴整体引起的损失数额缺乏统计。

## 气象历史
1998年9月29日，有东风波离开非洲西海岸进入大西洋。10月5日，东风波沿线的一片对流区发展成大西洋飓风丽莎。东风波轴线部分继续向西前进，并在经过中美洲后于10月13日在萨尔瓦多和危地马拉边境以南约275公里洋面发展出下层环流。系统向西北方向飘移，中心周围的对流逐渐增长，开始形成带状特征。协调世界时10月15日凌晨0点，美国国家飓风中心将系统归类成1998年太平洋飓风季第十四号热带低气压。气旋内有大范围对流活动，所在洋面又存在水温偏高、垂直风切变少、外流良好等多重利好条件，所以得以逐渐增强。气象机构起初难以确定系统的准确动向，只是预计气旋会向西北方向移动。10月15日早上，卫星图像表明环流中心的位置在此前预测位置的东北方向。到了下午14点，雷暴活动经过组织已朝中心靠拢，热带低气压到18点时已升级成热带风暴并获名“莱斯特”（Lester）。
不久后，风暴略朝西面转向，与此同时外流开始局限在西南象限的环流内。10月16日下午14点，侦察机所测数据证明气旋已达飓风标准，最低中心气压降至992毫巴（百帕）。10月17日清晨，环形的深层对流内首度呈现出存在风眼的迹象，莱斯特此时正以每小时9.7公里左右的速度朝西北偏西方向移动。不久后，飓风因北侧有短波槽经过而一度几乎停止移动，然后很快就达到萨菲尔-辛普森飓风等级下的二级飓风标准。10月18日清晨，莱斯特的风眼有小幅弱化，顶端云层组成的环状云系略显混乱，令气旋连续数小时无法进一步增强。下午14点，系统风速提升到每小时160公里，并行进至墨西哥瓦哈卡州以南约110公里洋面，这也是风暴存在期间距陆地最近的一刻。当晚，莱斯特减弱成一级飓风，但很快就开始再度强化。
10月19日，风暴环流开始受到中至上层低气压系统产生的垂直风切变影响，因此略有弱化。但到了10月20日清晨，飓风又经过重新组织而再度增强。10月22日，莱斯特在曼萨尼约西南方向约570公里海域达到风力时速185公里的最高强度，同时还因短波槽影响几乎停止前进，然后再转向西南并逐渐弱化。10月23日凌晨2点，飓风因深层对流迅速消退而弱化成一级飓风，再于当天上午在朝西南方向移动期间降级成热带风暴。到了10月24日，下层环流中心已从云系中暴露出来。10月16日凌晨0点，莱斯特在下加利福尼亚半岛最南端西南方向约805公里洋面消退成热带低气压，并在不久后逐渐消散。

## 防灾措施和影响

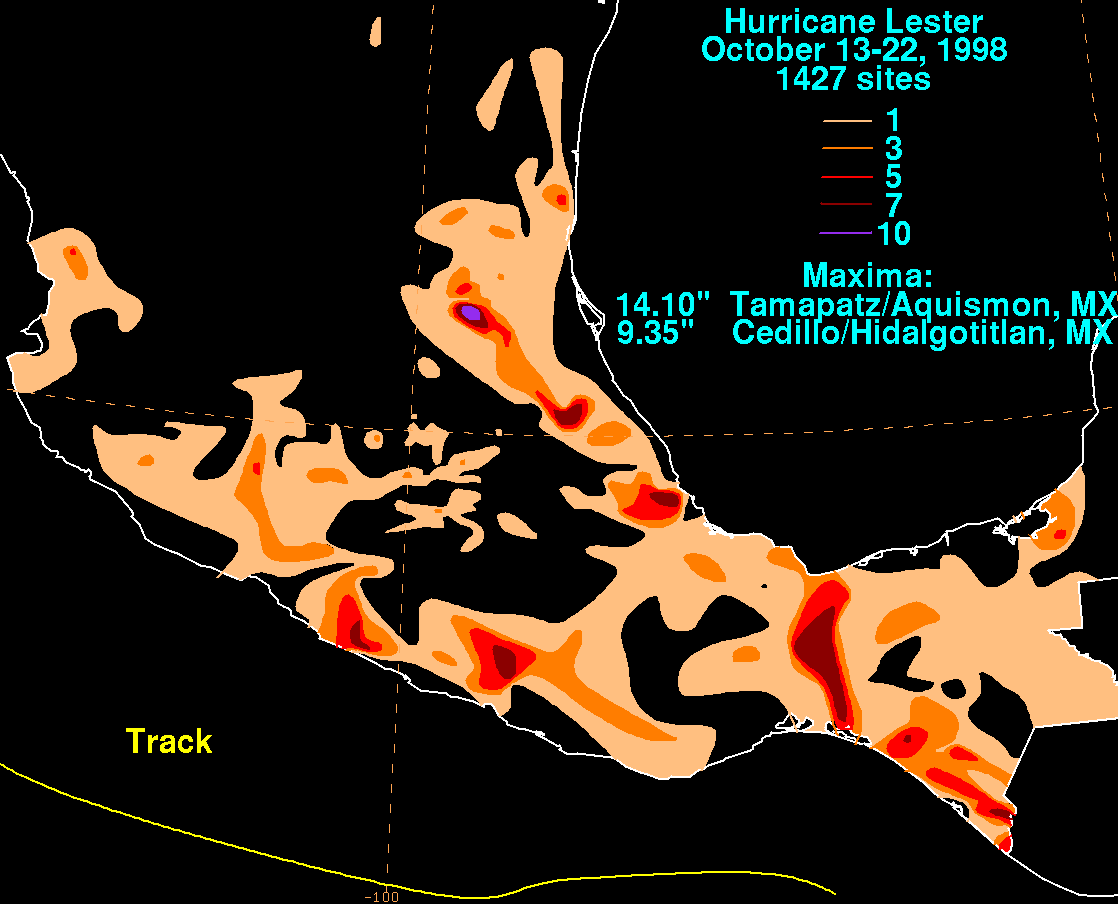
飓风莱斯特的降水分布

面对风暴威胁，墨西哥政府向恰帕斯州阿里斯塔港（Puerto Arista）到蓬塔马尔多纳多（Punta Maldonaldo）之间地区发布飓风警告，之后又向瓦哈卡州萨利纳克鲁斯（Salina Cruz）到阿卡普尔科地区发布飓风警告。危地马拉埃斯昆特拉省度假小镇锡帕卡特（Sipacate）到墨西哥阿里斯塔港间区域收到热带风暴警告。墨西哥有关部门下令将南海岸沿线约3000居民转移到500个应急避难所。
风暴令危地马拉西南部普降暴雨，该国太平洋海岸局部地区测得高达228毫米雨量。飓风令西马德雷山脉东北边缘的空气湿度大幅上升，致使上山坡一侧的狭窄地带出现强降雨，局部最高雨量达360毫米。据报导，墨西哥南部沿海地区测得热带风暴强度大风。降水导致部分房屋被毁，多头牲畜死亡，还引发夺走两名孩童性命的泥石流。气旋产生的降水导致洪都拉斯一座桥梁被毁，约1000人的交通出行受到影响。恰帕斯州也降下暴雨，引起河流泛滥，但具体破坏程度缺乏报导。